# Expositions universelles de Paris

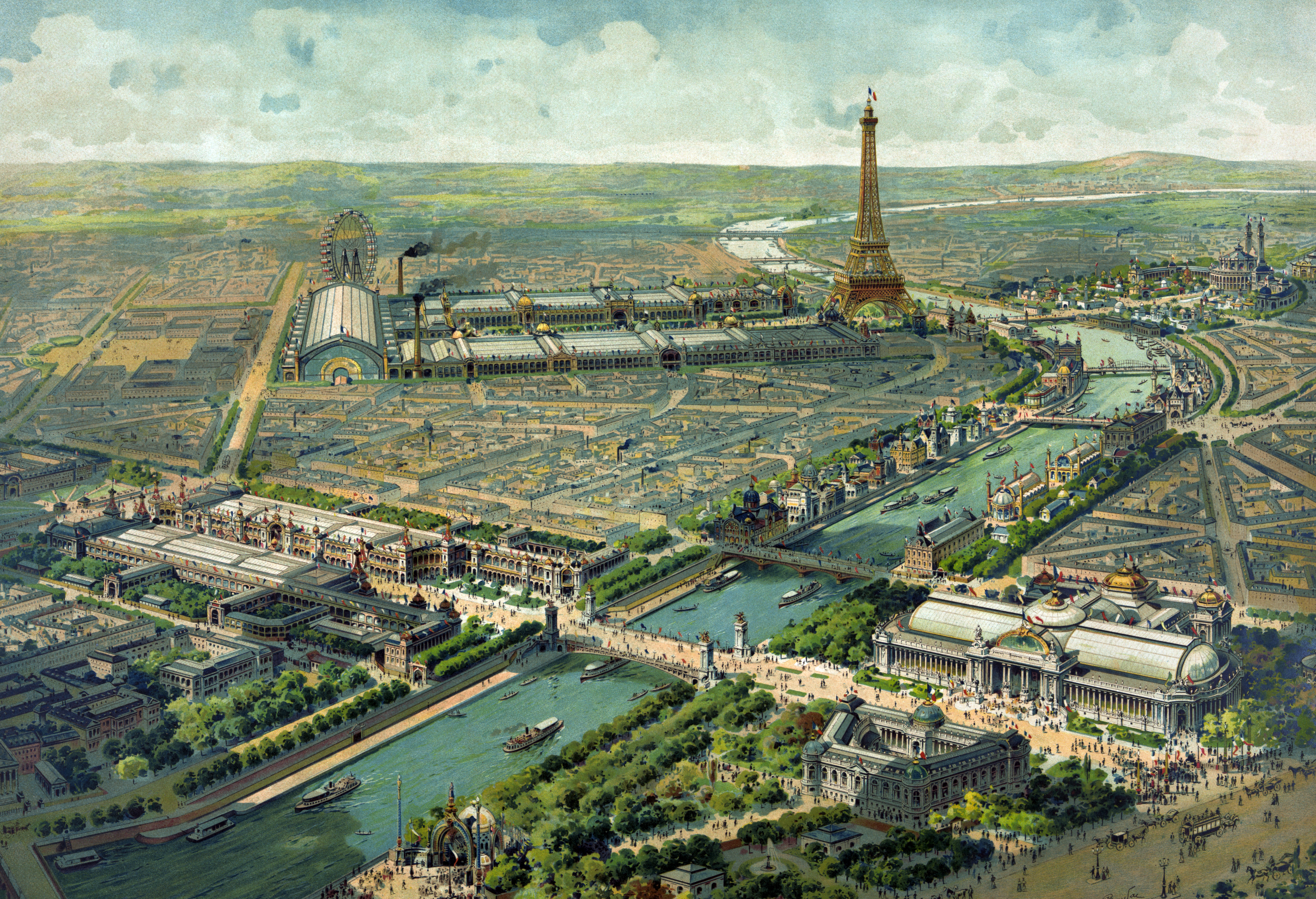
Exposition universelle de 1900.

Cet article traite des différentes Expositions internationales et nationales qui se sont tenues à Paris, et qui ont en partie façonné la capitale française que l'on connaît aujourd'hui.

## Exposition nationale de 1844

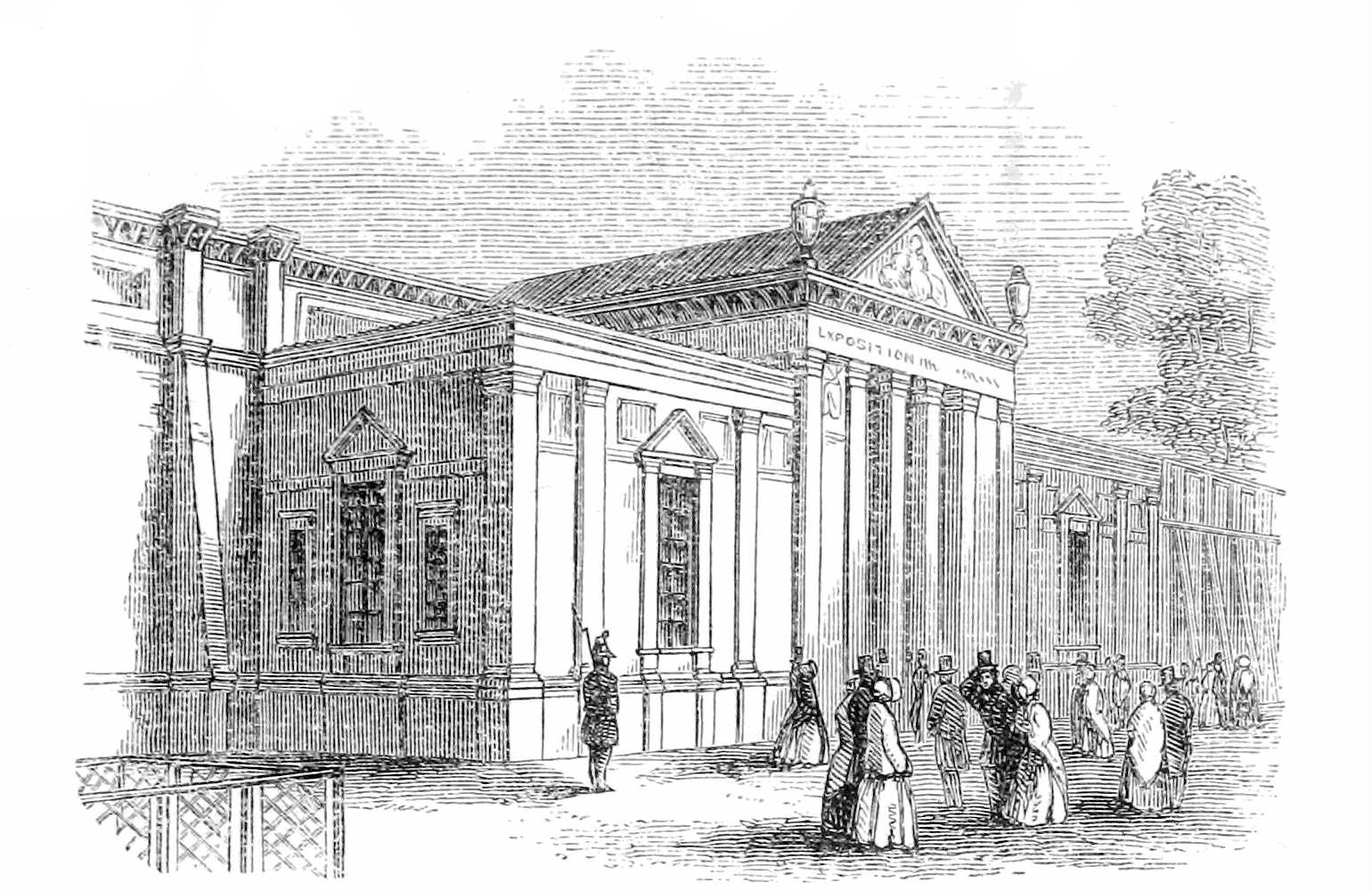
L'Exposition de 1849.

Il s'agit d'une Exposition nationale qui a lieu en 1844 dans une structure temporaire installée sur les Champs-Élysées à Paris. C'est l'une d'une série de onze Expositions qui démarrent en 1798 et qui encouragent le développement agricole et technologique de la France. Le succès de la première Exposition à Paris à la fin de l'année 1844 donne lieu à toute une série à travers l'Europe telles que l'Exposition universelle de 1851, à  Londres, qui réunit des artisans et industriels du monde entier.
D'autres Expositions européennes suivent : celle de Berne et de Madrid en 1845, de Bruxelles et de Bordeaux en 1847, celle de Saint-Pétersbourg en 1849 et de Lisbonne en 1849.
L'Exposition recommence à Paris en 1849 et est dénommée l'Exposition de la Seconde République ou encore l'Exposition Nationale des produits de l'industrie agricole et manufacturière.

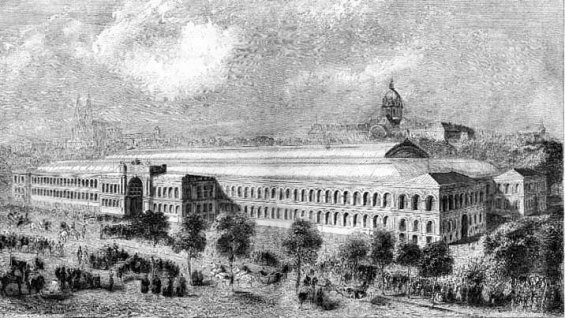
Palais de l'Industrie, construit pour la première Exposition universelle.

## Exposition universelle de 1855
La première Exposition universelle des produits de l'industrie (de Paris) se tient, par Décret impérial du 8 mars 1853, sur les Champs-Élysées du 15 mai au 31 octobre 1855.
L’exposition organisée sous la présidence de la commission impériale du prince Napoléon et d'Arlès-Dufour, réunira 23 954 exposants au total. Ce premier essai pour concurrencer l'Angleterre et la reine Victoria ne fut pas totalement un succès car la France sortira déficitaire de celle-ci.

## Exposition universelle de 1867
La deuxième Exposition universelle se tient du 1er avril au 3 novembre 1867 sur le Champ-de-Mars. 41 pays sont présents pour l'Exposition.
Paris tout neuf est en fête, les grands travaux viennent de se terminer. L'Exposition universelle marque l'apogée du Second Empire et le triomphe du libéralisme saint-simonien.
Le bâtiment principal est un grand ovale, centré sur un jardin, dont les galeries concentriques regroupent les thèmes et les tranches radiales les pays.

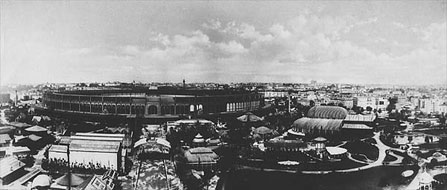
Le Champ-de-Mars, photo de Frédéric Martens.
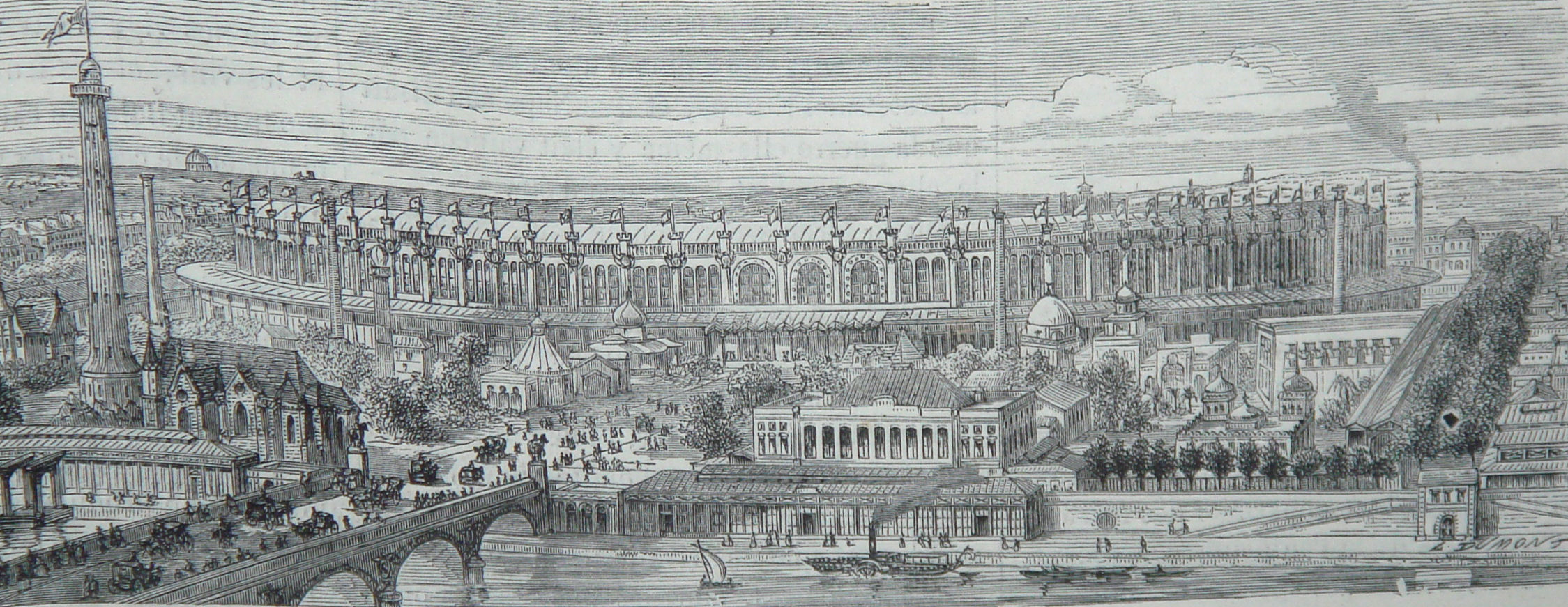
L'Exposition côté Seine, paru dans le Monde Illustré 1867.

## Exposition universelle de 1878

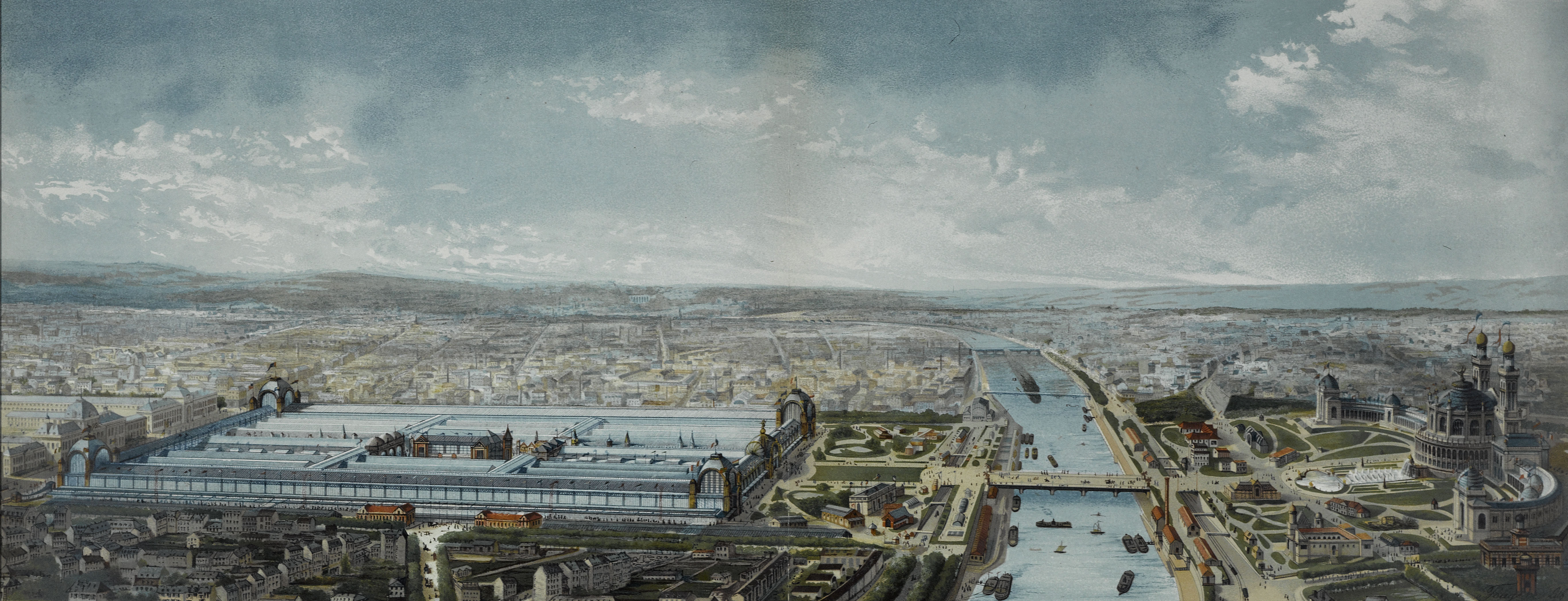
Panorama de l'Exposition universelle de 1878.

L'Exposition universelle de 1878 est la troisième qui s'est déroulée à Paris.
Réalisation de l'ancien Palais du Trocadéro par les architectes Gabriel Davioud et Jules Bourdais, détruit pour l'Exposition de 1937. Le Jardin du Trocadéro est réalisé par Adolphe Alphand
Le responsable des constructions métalliques est Henri de Dion, mort avant la fin de la construction.
Léopold Flameng est médaillé dans la catégorie graveurs.
François Lacaze Pounçou reçoit une médaille d'or dans la catégorie boissons fermentées pour son rhum, produit de l'usine Marquisat de Capesterre à la Guadeloupe.
Jean-Antoine Injalbert expose.
La Légion d'honneur est décernée à Benjamin Peugeot, constructeur de la machine à coudre.
Émile Reynaud obtient une « mention honorable » pour son Praxinoscope.
16 millions de visiteurs[réf. nécessaire].

## Exposition universelle de 1889

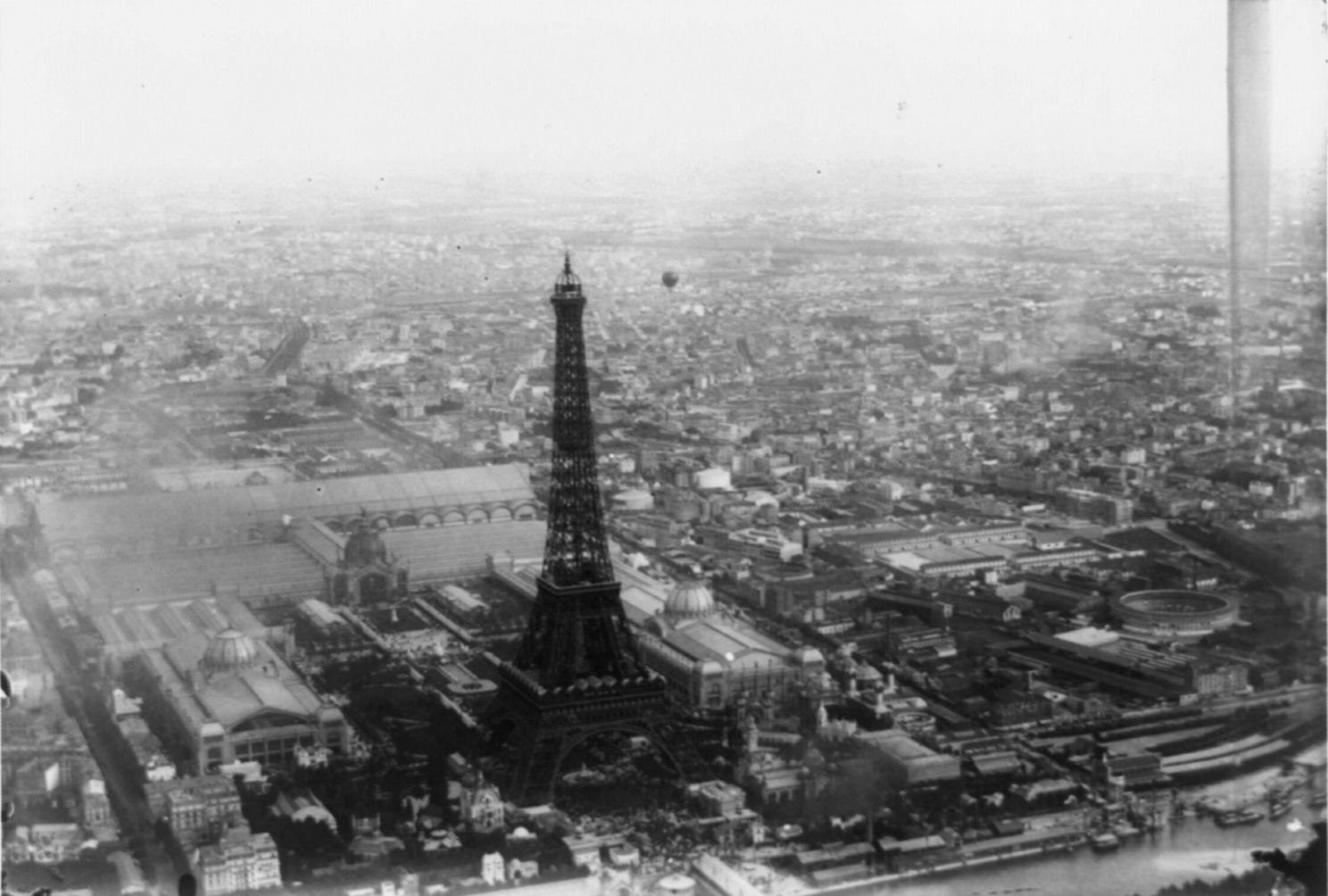
L'Exposition de 1889 vue de ballon.

Cette Exposition est organisée par Adolphe Alphand, elle a lieu du 6 mai au 31 octobre 1889. Voulant célébrer le centenaire de la Révolution française, elle est de ce fait boycottée par de nombreuses monarchies européennes telles que l'Allemagne et l'Autriche-Hongrie, mais elle parvient néanmoins à rassembler 32,3 millions de visiteurs sur ses 50 hectares. Les symboles les plus éclatants de cette Exposition universelle sont la Tour Eiffel ainsi que l'immense Galerie des Machines de Ferdinand Dutert (entouré par trois ingénieurs : Pietron, Charton et Contamin) construits tous deux pour l'occasion. C'est également l'émergence de l'École de Nancy et l'arrivée de l'Art nouveau en France.
La tour Eiffel est alors considérée comme une construction provisoire destinée à être démontée à brève échéance (son créateur, l'ingénieur Gustave Eiffel, obtient une concession d'exploitation qui la sauvera), tandis que le palais du Trocadéro qui lui fait face est destiné à durer. C'est le contraire qui se produit.

## Exposition universelle de 1900

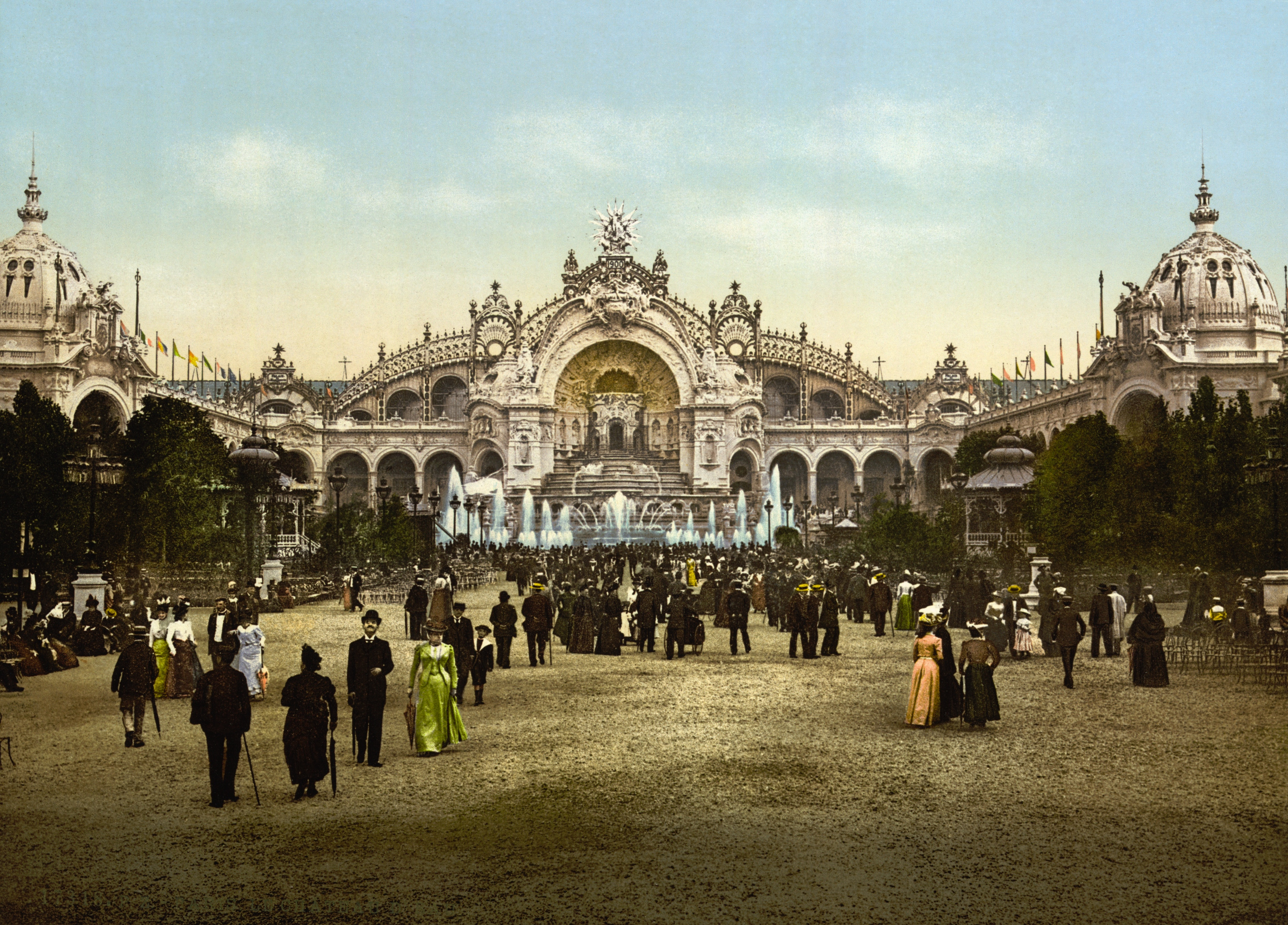
Le palais de l'électricité et le Château d'eau, à l'Exposition universelle de 1900.

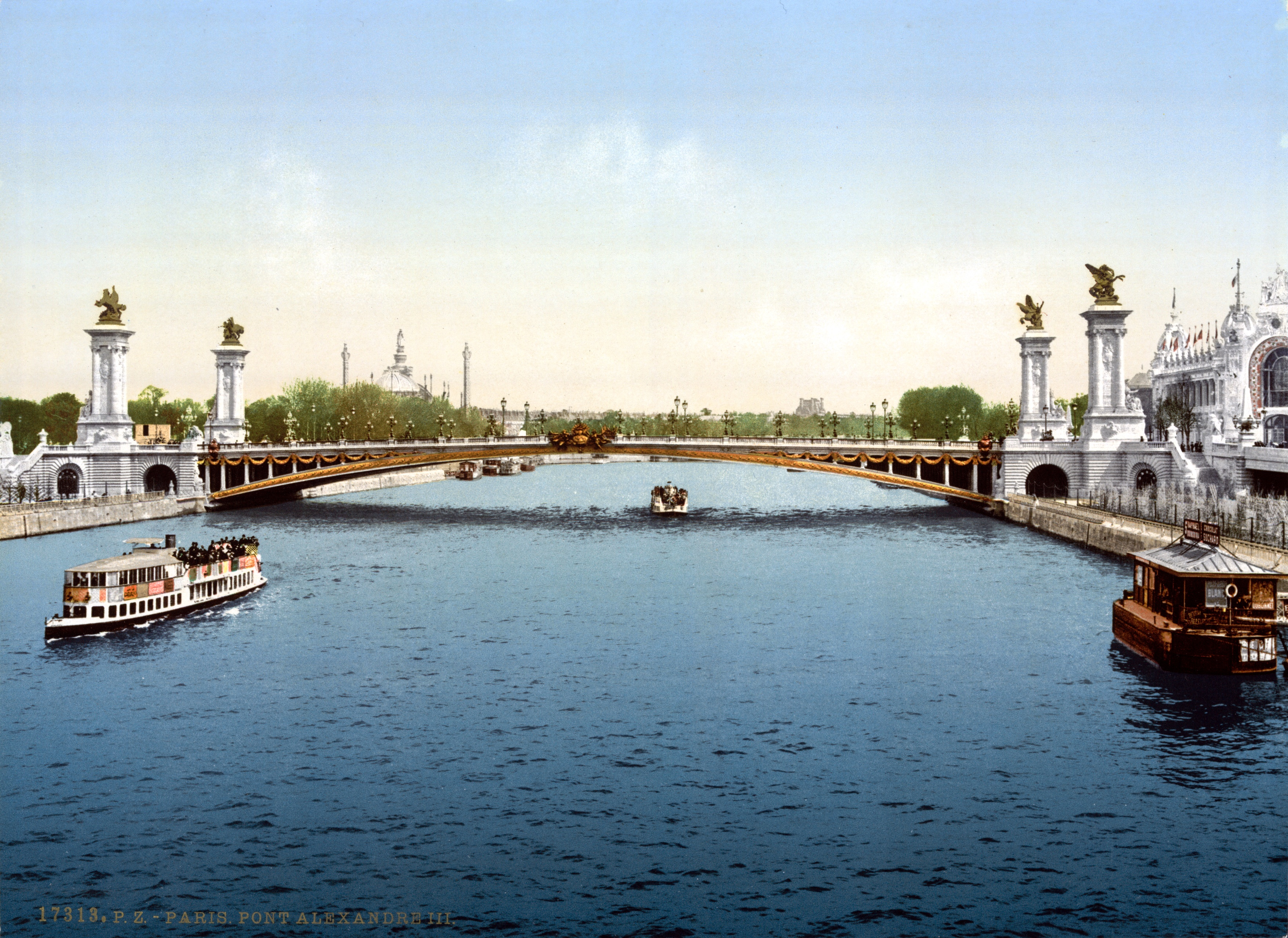
Le pont Alexandre-III au moment de son inauguration à l'occasion de l'Exposition universelle de 1900.

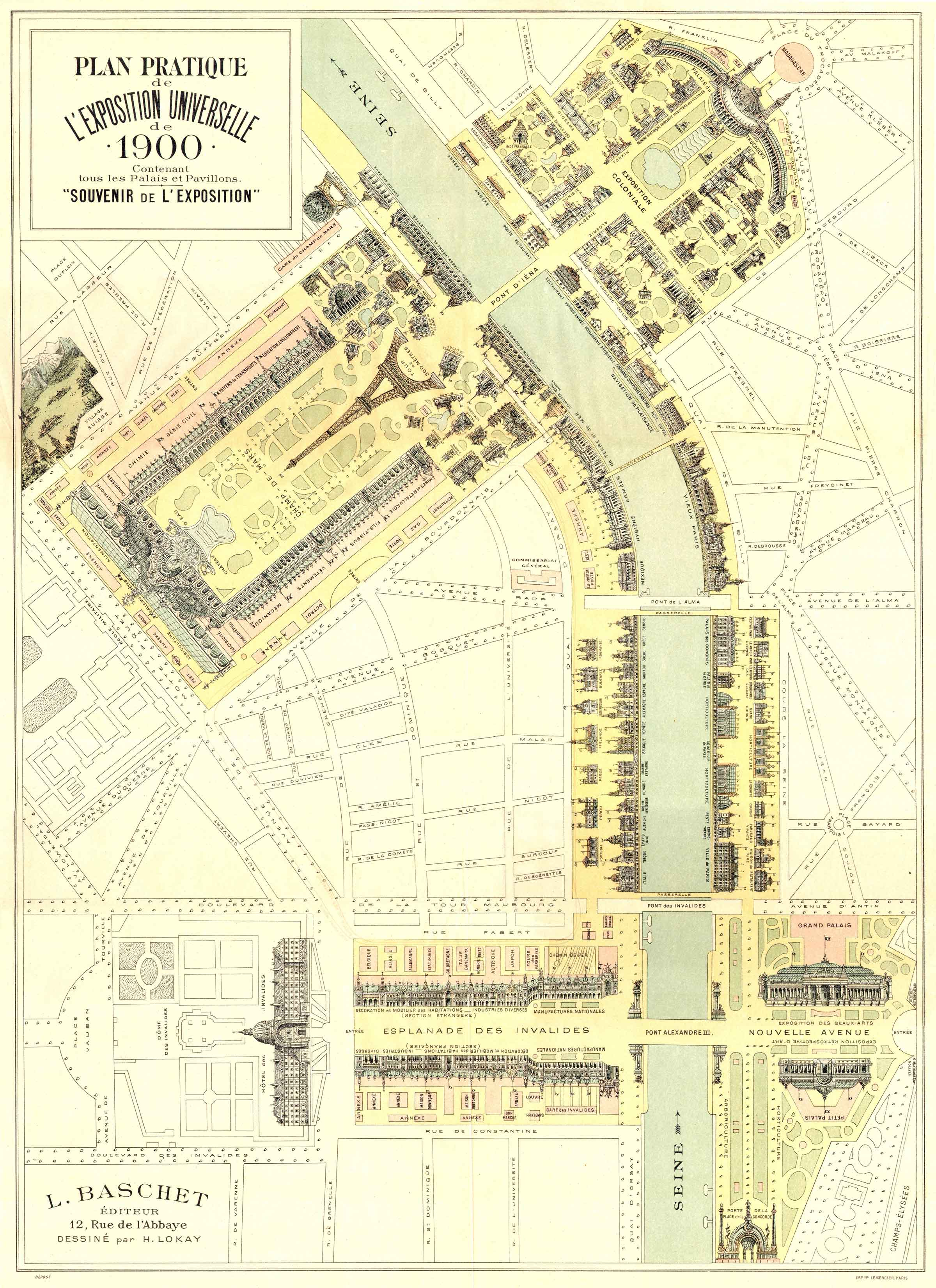
Plan pratique de l'Exposition universelle de 1900.

C'est la plus importante Exposition universelle en France et la première dont il existe une trace cinématographique. Elle a attiré 50,8 millions de visiteurs.
Quelques héritages et attractions :
- De nouveaux transports :
  - un trottoir roulant appelé « Rue de l'avenir »
  - l'apparition du Métropolitain, la première ligne de métro de Paris (Porte de Vincennes - Porte Maillot) étant ouverte à l'occasion de l'Exposition
  - de nouvelles gares (les gares d'Orsay, des Invalides et de Lyon)
- la fontaine lumineuse et l'usage nocturne de l'électricité
- la projection des films des frères Lumière sur écran géant et présentation du Cinéorama
- Les Petit et Grand Palais sont construits. Ils sont situés sur l'emplacement du palais de l'Industrie, fruit d'une précédente Exposition universelle de 1855.
- Une grande roue est construite en marge de l'Exposition avenue de Suffren, ainsi qu'un village suisse et un globe céleste. Elle a un diamètre annoncé de 100 mètres et est démontée entre 1920 et 1922.

Les concours internationaux d'exercices physiques et de sports organisés durant l'Exposition sont reconnus comme les Jeux olympiques de 1900.
Le pavillon français des Arts décoratifs est créé par Georges Hoentschel.
Une Exposition de matériel ferroviaire est organisée entre le Champ-de-Mars et Vincennes.

L'Exposition Universelle de 1900 à Paris, Eugène Trutat - Photothèque du Museum de Toulouse
Le Grand palais des beaux-arts, Paris, Eugène Trutat - Photothèque du Museum de Toulouse.
La tour Eiffel, Paris, Eugène Trutat - Photothèque du Museum de Toulouse.
Paris, Eugène Trutat - Photothèque du Museum de Toulouse.
Paris, Eugène Trutat - Photothèque du Museum de Toulouse.

- l'Exposition Universelle de 1900 sur Commons

## Exposition internationale des Arts Décoratifs et Industriels Modernes de 1925
La création artistique en France pendant les Années folles est marquée surtout par l'organisation de l'Exposition Internationale des Arts décoratifs et industriels modernes qui se tient à Paris d'avril à octobre 1925. À cette occasion, les idées d'avant-garde internationales concernant l'architecture et les arts appliqués se confrontent.
M. Dufrêne dit que « l'art de 1900 fut l'art du domaine de la fantaisie, celui de 1925 est du domaine de la raison. » Pourtant, lors de l'Exposition, deux tendances dominent : un premier style influencé par le langage de l'Art nouveau et un second dit « moderne » qui se distingue par un vocabulaire innovant, emprunté du cubisme et du constructivisme russe.
Le style Art déco prend son essor bien avant la guerre dans la contestation et les abus provoqués par l'Art nouveau. Son épanouissement prend lieu avec l'évènement majeur du milieu des années 1920 en France, l'Exposition internationale. Située entre l'Esplanade des Invalides et les abords des Grand et Petit Palais, l'Exposition accueille 4 000 invités lors de l'inauguration, le 28 avril et des milliers de visiteurs chaque jour.
L'appellation Art déco sous-entend une volonté de style décoratif. Pourtant deux tendances se distinguent : les contemporains et le vieux décor des années 1900 (Jacques-Émile Ruhlmann) et les partisans du modernisme, du style international, du purisme. La spécificité du créateur Art déco est qu'il est considéré comme un « ensemblier », il doit créer la totalité de la pièce choisie, du sol au plafond, il doit concevoir harmonieusement architecture et mobilier, accessoires.
Le Corbusier, pour le Pavillon de l'Esprit Nouveau qu'il conçoit en juillet 1925 avec son cousin Pierre Jeanneret à l'occasion de l'Exposition, réalise également l'ensemble du mobilier qu'il nomme plutôt « équipement », sortes de casiers standards, incorporés aux murs ou modulables. Le Pavillon de l'Esprit Nouveau est un bâtiment éphémère, illustrant les concepts du purisme et de la revue Esprit Nouveau fondée par Amédée Ozenfant et Le Corbusier en 1920. À l'intérieur de la cellule d'habitation, des œuvres picturales de Léger (La balustre), Ozenfant, Juan Gris, Pablo Picasso et Le Corbusier (Nature morte de l'Esprit Nouveau) sont exposées.
Quant à Ruhlmann, il réalise à l'occasion de l'Exposition, le Pavillon du Collectionneur, en s'entourant d'un bon nombre d'artisans et d'artistes. Pierre Patout conçoit la structure du bâtiment, de style plutôt classique : avancée arrondie côté jardin, frises ornées de bas reliefs, saillie du salon ovale, colonnes simplifiées (sans base ni chapiteau). La décoration intérieure, luxueuse, élégante, de grande qualité, revient à Ruhlmann qui encombre les pièces de meubles, d'objets raffinés et précieux, inspirés du style du XVIIIe siècle. Ce pavillon suscite l'admiration de tous les visiteurs et est alors considéré comme le summum du bon goût français.
Note: L'Exposition coloniale de Paris de 1931 n'était pas une Exposition universelle.

## Exposition universelle de 1937
L'Exposition Internationale « des Arts et des  Techniques dans la vie moderne », qui s'est tenue à Paris du 25 mai au 25 novembre 1937, est la première Exposition organisée en France selon les règles de la Convention de Paris de 1928 sur les Expositions internationales. C'est également le dernier événement de ce genre à avoir eu lieu à Paris.
Une loi du 6 juillet 1934 décide l'organisation d'une Exposition internationale à Paris, et le 19 juillet Edmond Labbé est nommé Commissaire Général par le Gouvernement français. Il doit rassembler différentes propositions du Parlement français dans un projet d'Exposition cohérent. Il choisit de démontrer que l'Art et la Technique ne s'opposent pas mais que leur union est au contraire indispensable : le Beau et l'Utile doivent être, dit-il, indissolublement liés. Dans un contexte de crise économique et de tensions politiques internationales, l'Exposition de 1937 doit également promouvoir la paix.
Le projet est à l'origine modeste, l'Exposition doit s'installer principalement sur le Champ-de-Mars et dans les jardins du Trocadéro. Les terrains font l'objet de deux agrandissements successifs et s'étendent du pont de l'Alma jusqu'à l'Île aux Cygnes (Paris), avec des annexes hors de Paris. La plupart des bâtiments sont temporaires, à quelques exceptions : le Palais de Chaillot remplace l'Ancien Palais du Trocadéro.
Le palais des musées d'Art moderne est construit sur les terrains de la manutention militaire et de l'ambassade de Pologne (celle-ci est démolie et l'hôtel de Sagan acheté par l'État français est offert à la Pologne en compensation). Il doit recevoir le Musée d'Art Moderne de la Ville de Paris d'une part, et le Musée National d'Art Moderne d'autre part, dont les collections étaient jusqu'alors exposées au Palais du Luxembourg.
Le pavillon des Travaux Publics est conservé, il abrite aujourd'hui le Conseil économique et social. La largeur du pont d'Iéna est doublée.
Les mouvements sociaux nés du Front populaire entraînent de grands retards dans les travaux et de nombreux incidents sur les chantiers : grèves, blocages. Le Gouvernement français est obligé de payer des sur-salaires pour faire travailler les ouvriers le soir et le dimanche, et malgré cela l'Exposition ouvre avec un mois de retard sur le calendrier prévu.

## Exposition spécialisée de 1947
L’Exposition Internationale de l’Habitation et de l’Urbanisme (1947) est une exposition dite « spécialisée » reconnue par le Bureau international des expositions (BIE) qui s’est déroulée du 10 juillet au 15 août 1947 au Grand Palais à Paris, en France sur le thème de l’habitation et de l’urbanisme. Elle traitait notamment des grands thèmes tels que l’urbanisme, la construction et les équipements ménagers et présenta de nombreuses réalisations d’architectes de renom comme notamment Le Corbusier, Sven Ivar Lind et Luis Herman de Koninck.
L’exposition a été choisie et reconnue par l’Assemblée générale du Bureau international des expositions du 11 juin 1946.

## Congrès
De nombreux congrès se tiennent en marges des expositions, par exemple des congrès internationaux des femmes lors des éditions de 1878, 1889 et 1900.